# 马耀骥
马耀骥（1922年12月—2013年3月1日），男，直隶（今河北）唐县人，中华人民共和国政治人物，曾任中华人民共和国交通部常务副部长、党委副书记，中共北京市委常委、组织部部长，北京市人大常委会副主任，第五、七、八届全国人大代表。